# 5549 Bobstefanik
5549 Bobstefanik (1981 GM1) là một tiểu hành tinh vành đai chính được phát hiện ngày 1 tháng 4 năm 1981 bởi đài thiên văn Harvard ở Harvard.